# 緑のラブレター
座標: 北緯35度36分36.8秒 東経139度8分54.5秒 / 北緯35.610222度 東経139.148472度

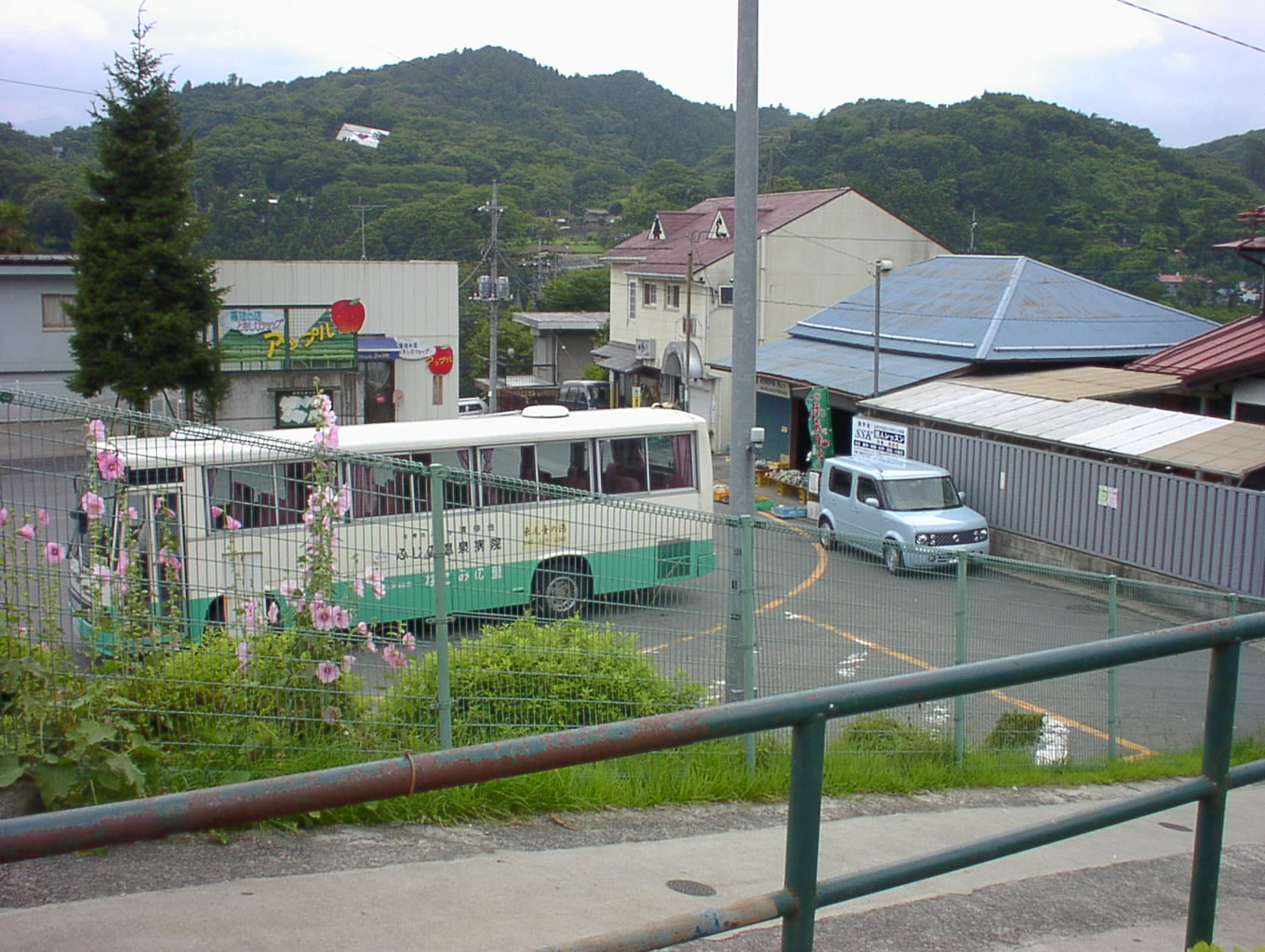
中央本線藤野駅付近より。左側の山腹に「緑のラブレター」が見える。

緑のラブレター（みどりのラブレター）は、 神奈川県相模原市緑区名倉の山肌にある巨大なラブレターのオブジェである。 「芸術のまち・藤野」の象徴的な作品とされる。

## 概要
地元の造形作家・高橋政行により制作された。人の手の形に切り込みが入り、あたかも山そのものがラブレターを手にしているかのように見える。中央自動車道からも見ることができる。 「ふるさと芸術村構想」の作品のひとつであり、1989年に自然から人間へのメッセージをテーマに作成された。 縦17m×横26mの大きさ。
2015年11月末から2016年3月の間、相模原市緑区区制施行5周年を記念して「開封」され、中から数字の「５」が現れているような姿となった。

## 所在地
- 〒252-0187 神奈川県相模原市緑区名倉1062